# Conservatorio Superior de Música de Navarra
El Conservatorio Superior de Música de Navarra es un centro educativo de música en Pamplona (Comunidad Foral de Navarra, España) creado en 2002 continuando la formación musical iniciada en 1858 con la escuela municipal de música de Pamplona, y continuada en septiembre de 1956 con la creación del Conservatorio Navarro Pablo Sarasate. Tiene su sede en el edificio Ciudad de la Música donde se alberga ahora también el Conservatorio Profesional de Música Pablo Sarasate.

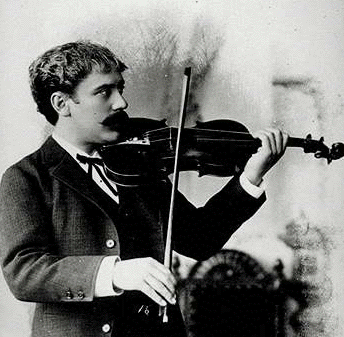
El violinista navarro Pablo Sarasate da nombre al Conservatorio Profesional de Música, situado en la Ciudad de la Música de Navarra junto con el Conservatorio Superior.

## Historia
El Ayuntamiento de Pamplona en 1858 impulsó la creación de la Escuela Municipal de Música que fue denominada posteriormente Academia y que constituía el segundo centro de enseñanza musical en España tras el Real Conservatorio Superior de Música de Madrid. 

En 1951 llega el reconocimiento oficial, con grado de Conservatorio, a la formación musical impartida en esta Academia. Sobre esta base las autoridades municipales y forales establen la creación del Conservatorio Navarro de Música mediante un acuerdo de 28 de noviembre de 1953. Pocos años después, en 1956, la Diputación Foral de Navarra creó el Conservatorio Navarro de Música Pablo Sarasate, inaugurándose el primer curso el 3 de septiembre de 1957. En esta iniciativa estuvieron implicadas el empresario Félix Huarte, músicos navarros como Martín Lipúzcoa y quien fuera el primer director del centro, el compositor tudelano Fernando Remacha. Un década después, en 1966, el Centro se convierte en Conservatorio profesional. Y en 1990 se crea el Conservatorio Superior de Música Pablo Sarasate. El 27 de marzo de 2002 se creó el Conservatorio Superior de Música de Navarra.

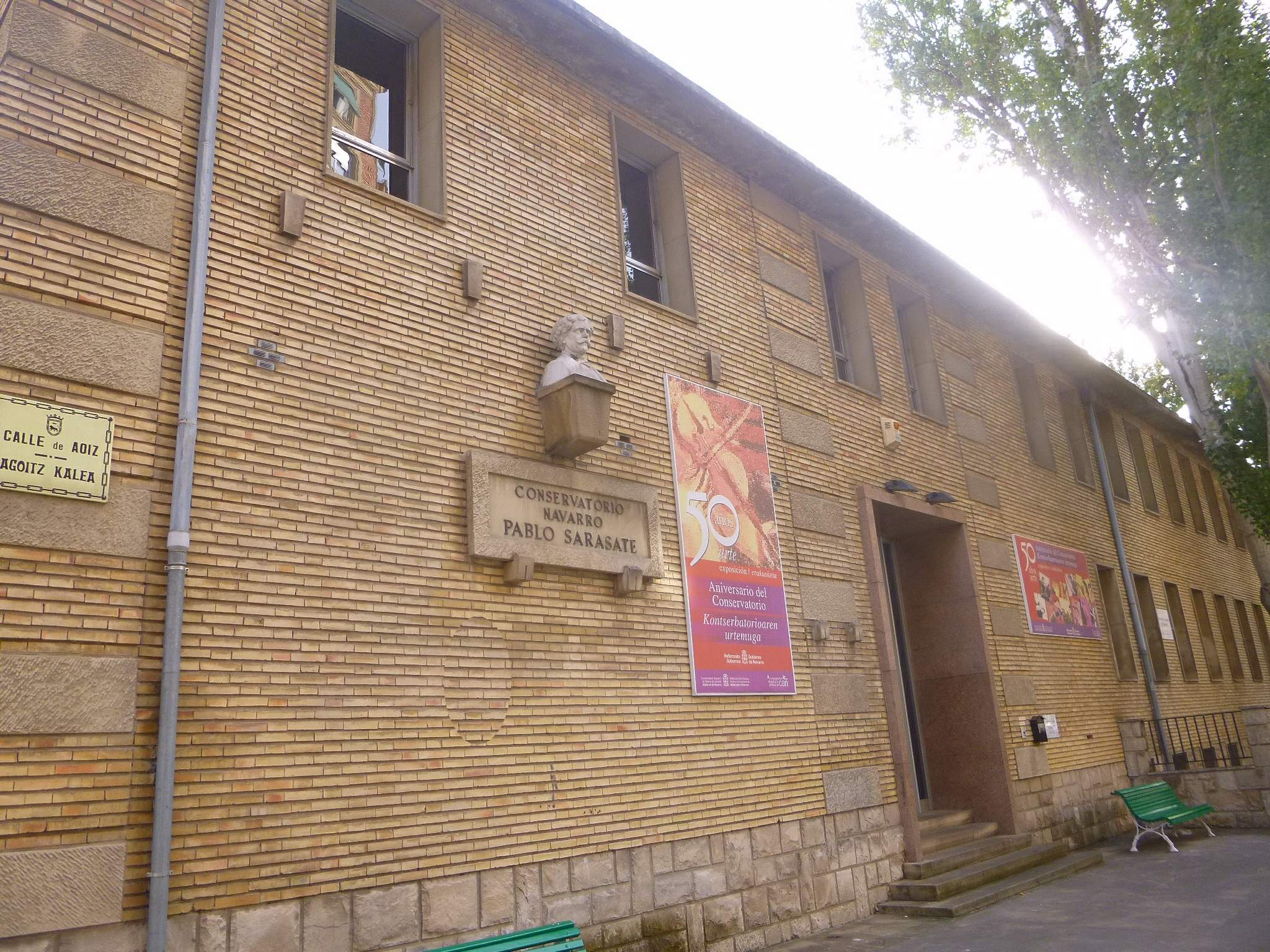
Antigua sede del Conservatorio Navarro Pablo Sarasate en la calle Aoiz de Pamplona

En el curso 2004-2005 se realizó la separación física y administrativa del Conservatorio Profesional de Música Pablo Sarasate que tuvo su sede en el Palacio de Ezpeleta de la calle Mayor del Casco Viejo y del Conservatorio Superior de Música de Navarra que se encontraba en el edificio de la calle Aoiz del Segundo Ensanche. Desde el curso 2011/2012, ambos se encuentran en el complejo Ciudad de la Música situado en Mendebaldea.

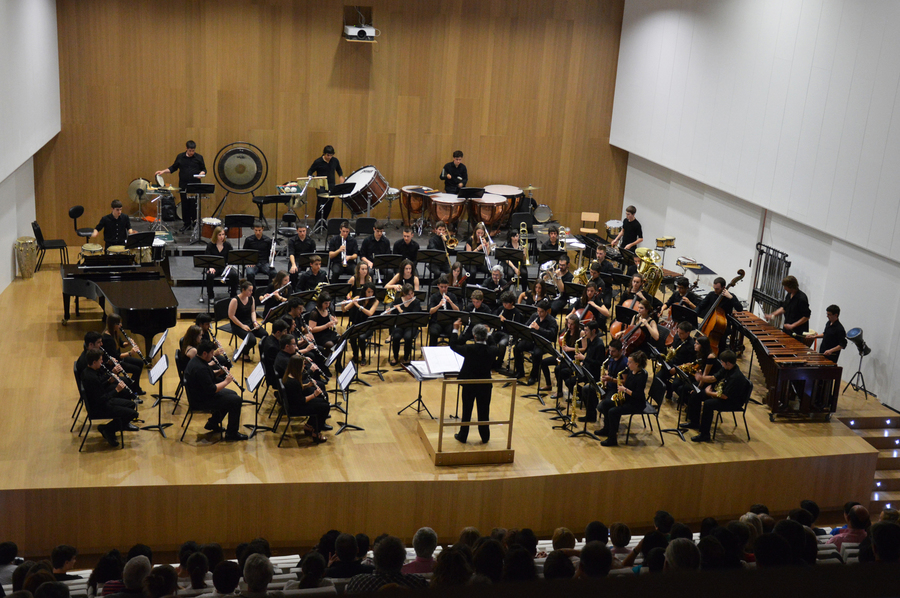
Orquesta Sinfónica del Conservatorio Profesional de Música "Pablo Sarasate"

## Directores

### Escuela municipal de música
- Mariano García Zalba (1858–1869)
- Mauricio García (1869 – 1893), hijo del anterior
- Joaquín Maya (1893-1914)
- Santos Laspiur (1914–1940)
- Miguel Echeveste (1940-1957)

### Conservatorio Navarro de Música Pablo Sarasate
- Fernando Remacha (1957–1973).
- Pascual Aldave (1973–1983).
- Santiago Garay (1983–1984).
- Miguel Roa (entre agosto y diciembre de 1984).
- Miguel Ángel Navascués (diciembre de 1984-junio de 1985).
- Arminda Luengo (1985–1986).
- Aurelio Sagaseta (1986–1988).
- José Ignacio Martínez Zabaleta (1988–1991).
- Máximo Olóriz (1991-1994).
- Fernando Sesma (1994-2001).
- Salud Bueno (2001-2005).
- Ramón García (2005–2006).
- Carmen Arbizu (desde 2006).

### Conservatorio Profesional de Música
Hasta el 2005 comparte dirección con el anterior.
- Julio Escauriaza (desde 2005).